# Aaka coera
Aaka coera är en insektsart som beskrevs av Irena Dworakowska 1972. Aaka coera ingår i släktet Aaka och familjen dvärgstritar.
Artens utbredningsområde är Papua Nya Guinea. Inga underarter finns listade i Catalogue of Life.